# منشأة لملوم
قرية منشأة لملوم هي إحدى القرى التابعة لمركز مغاغة بمحافظة المنيا في جمهورية مصر العربية. حسب إحصاءات سنة 2006، بلغ إجمالي السكان في منشأة لملوم 1969 نسمة، منهم 964 رجلا و1005 امرأة.